# Kirche des Heiligen Sotir

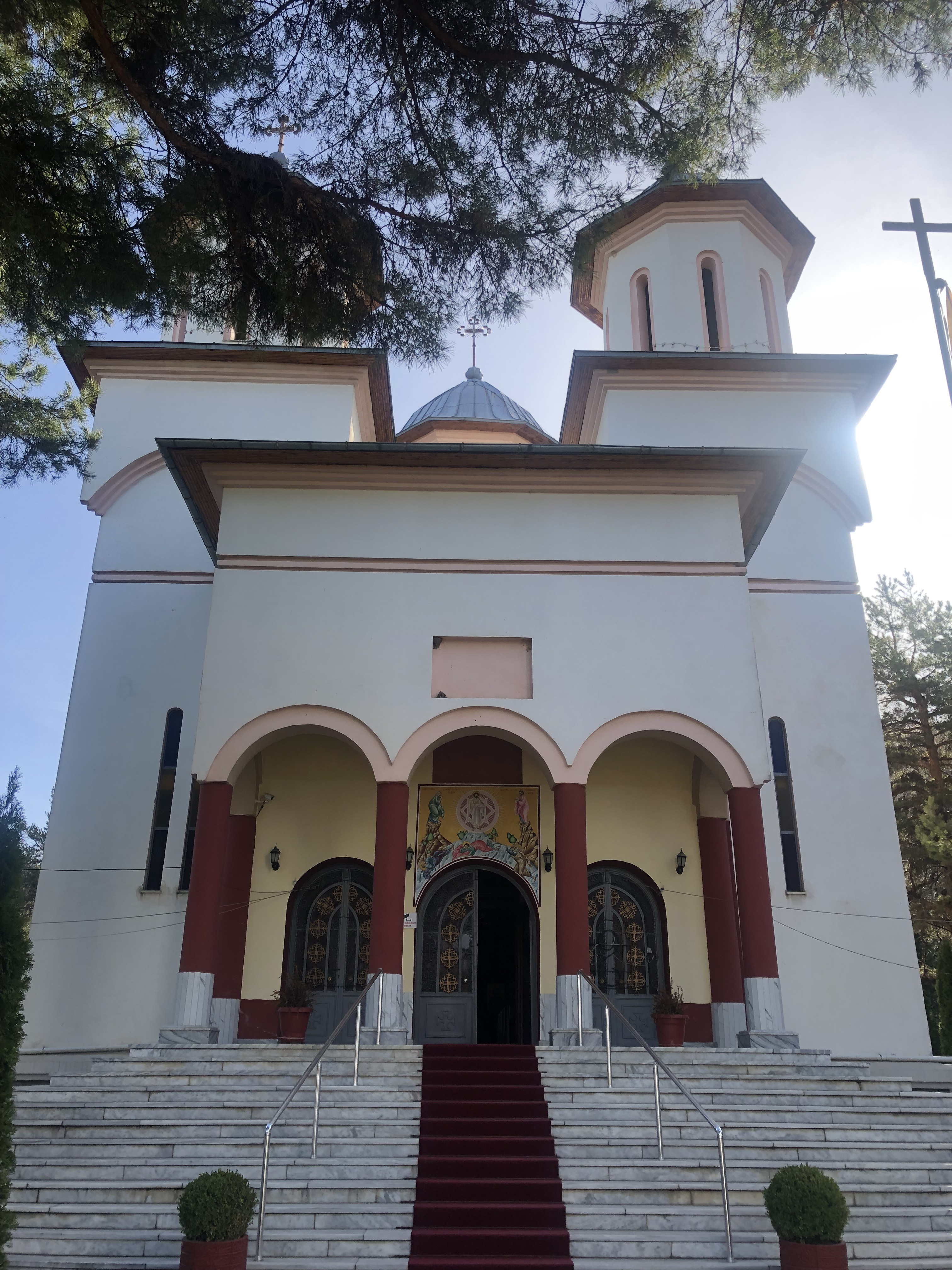
Heiliger Sotir Kirche

Der Kirche des Heiligen Sotir (albanisch Kisha e Shën Sotirit, aromunisch Bãserica Ayiu Sotir) ist eine orthodoxe Kirche in der albanischen Stadt Korça (aromunisch Curceaua, Curceauã, Curceau oder Curciau), die der aromunischsprachigen Gemeinde dient. Die Kirche wurde zwischen 1995 und 2005 mit Unterstützung aus Rumänien erbaut.
Die Kirche ersetzte eine ältere Kirche an anderer Stelle in Korça, die seit 1925 der lokalen aromunischen Gemeinde diente und ebenfalls dem Heiligen Sotir (Heiland) geweiht war.
Gottesdienste werden sowohl auf Albanisch, Aromunisch und Rumänisch abgehalten. Die Kirche ist zu einem wichtigen Zentrum kultureller Aktivitäten der aromunischen Minderheit in Albanien geworden und pflegt enge Kontakte zu Institutionen und Vertretern aus Rumänien.
Es hatte bereits an einem anderen Standort in Korca für die aromunische Gemeinde der Stadt eine Kirche gegeben, die ebenfalls zu Ehren des heiligen Sotir geweiht war. Sie wurde 1925 fertiggestellt nach jahrzehntelangen Spendenaktionen und Bauarbeiten.

## Geschichte

### Die alte Kirche
Im Jahr 1905 errichtete der aromunische Priester Haralambie Balamaci (auch bekannt unter dem Namen Papa Lambru) eine Kapelle in seinem Haus in Korça, das damals zum Osmanischen Reich gehörte. Da Balamaci langfristig den Plan verfolgte, eine Kirche für die Aromunen der Stadt zu bauen, reiste er anschließend nach Bukarest in Rumänien, um Geld für dieses Vorhaben zu sammeln. Bereits zwischen 1886 und 1903 hatte er 1497 rumänische Lei für geplante Bauten für die Aromunen über die von ihm am 18. Dezember 1886 gegründete Gesellschaft Diștiptarea („Das Erwachen“) gesammelt.
Balamaci blieb etwa ein Jahr in Bukarest. Währenddessen kaufte er ein 763 Quadratmeter großes Grundstück in Korça von Korçaren, der in Bukarest lebete. Während seines Aufenthalts in Rumänien sammelte er 4607 Lei von Aromunen und Albanern, darunter auch vom späteren albanischen Ministerpräsidenten Pandeli Evangjeli. Das gesammelte Geld und Beiträge von Diștiptarea wurden teilweise für die künftige Kirche zurückgelegt, teilweise für die Kapelle und eine Schule der Aromunen in Korça verwendet. Die Schule wurde ebenfalls im Haus von Balamaci betrieben. Er plante, auch für diese ein neues Gebäude zu errichten.
Am 15. November 1909 gründete die Gemeinde der pro-rumänischen Aromunen von Korça ein siebenköpfiges Komitee unter dem Vorsitz von Balamaci, um Spenden für den Bau der aromunischen Kirche zu eröffnen. Die Baukosten für die Kirche wurden auf rund 60.000 Lei veranschlagt. Bis Anfang 1912 waren weitere 22.183 Lei in Korça, Bukarest und den Vereinigten Staaten gesammelt worden. Die rumänisch-aromunische Zeitung Peninsula Balcanică („Die Balkanhalbinsel“) unterstützte das Projekt durch die Herausgabe einer Werbebroschüre. Diese wurde für einen Leu verkauft, und der Erlös floss in den Bau der Kirche. Laut dem rumänisch-aromunischen Professor Alexandru Gica war wahrscheinlich Balamacis Bruder Epaminonda der Autor dieser Broschüre. Er war bevollmächtigter Vertreter der pro-rumänischen aromunischen Gemeinde von Korça zur Sammlung der Spenden für den Kirchenbau.
Im Dezember 1912, während des Ersten Balkankriegs, wurde Korça von Griechenland besetzt und die Arbeiten für die Kirche wurden gestoppt. Am 23. März 1914 wurden Balamaci, sein Bruder Sotir und weitere Mitglieder der aromunischen Gemeinde von Korça bei einem Angriff durch eine Bande griechischer Antartes-Kämpfer und pro-griechischer Aromunen ermordet. Die Täter steckten Fotos des griechischen Bischofs Photios von Korytsa in die Taschen der Brüder, was andeutete, dass es sich um eine Vergeltungsaktion für dessen Ermordung im September 1906 handelte. Augenzeugen zufolge riefen einige in der Bande laut, als Balamaci abgeführt wurde, um getötet zu werden, dass er ein „Verbreiter und Apostel des Rumänismus“ sei. Die Mörder Balamacis plünderten auch sein Haus und stahlen dabei Gelder, die für Institutionen der Aromunen in Korça bestimmt waren. Etwa 35.000 Lei waren zum Zeitpunkt seines Todes für die Kirche gesammelt worden. Infolge dieses Raubes verzögerte sich die Fertigstellung der Kirche. Balamaci wurde auf dem unbebauten Grundstück beigesetzt, auf dem die Kirche errichtet werden sollte.
Der erste Spatenstich für die Kirche erfolgte am 6. März 1921. Der Bau wurde schließlich im Jahr 1925 abgeschlossen. Die Kirche befand sich in Korça in der Nähe des heutigen Majestik-Kinos an der Kreuzung des Republika-Boulevards mit der Pandeli-Cale-Straße. Sie wurde am 25. Oktober 1925 geweiht und hatte den Heiligen Sotir (von altgriechisch Σωτήρ Sōtḗr, deutsch ‚Retter‘) als Schutzpatron. Am selben Tag wurde auch eine Büste von Balamaci auf dem Gelände der Kirche enthüllt. Der rumänische Gesandte in Tirana, Simion Mândrescu, nahm an der Zeremonie teil.
Die Kirche wurde am 28. Januar 1931 bei einem Erdbeben schwer beschädigt. Später wurde neben der beschädigten Kirche eine kleine Kapelle errichtet, in der der Priester Cotta Balamace amtete. Er war der Nachfolger von Haralambie als Seelsorger der Aromunen von Korça, nachdem er 1914 rasch zum Priester geweiht worden war, um Haralambies Stelle einzunehmen.
Im Jahr 1959, während des kommunistischen Regimes Albaniens, ordnete der Vorsitzende des Komitees für Korça der regierenden Partei der Arbeit Albaniens den Abriss des baufälligen Kirchengebäudes an. An seiner Stelle wurde ein dreistöckiges Wohnhaus errichtet. Der Vater des Vorsitzenden war einer derjenigen, die Balamaci ermordet hatten. Gemäß Giga, der sich auf die Aussage eines Verwandten Haralambies, Nick Balamaci, berief, exhumierte er Balamacis Gebeine und zerbrach sie. Balamaci wollte den Namen dieses Vorsitzenden nicht nennen, was von Gica als Versuch gewertet und gelobt wurde, die Grollgefühle der Vergangenheit hinter sich zu lassen. Marioara Balamace, Haralambies Enkelin, nahm die sterblichen Überreste ihres Großvaters an sich und bestattete sie 1962 erneut. Im Jahr 1970 beschlossen die albanischen kommunistischen Behörden, Balamaci auf dem Märtyrerfriedhof von Korça beizusetzen.

### Die neue Kirche
Am 5. April 1992 hielt Aromunen Albaniens (Arumunët e Shqipërisë), eine aromunische Kulturorganisation, ihre erste Konferenz ab. Die Organisation war am 24. Oktober 1991 offiziell registriert worden, als der Kommunismus in Albanien zu fallen begann. Während der Konferenz wurde beschlossen, einen Priester auszubilden, der Gottesdienste in aromunischer Sprache für die aromunische Minderheit in Albanien abhalten sollte. Die dafür ausgewählte Person war Dhimitraq Veriga, ein Gründungsmitglied der Vereinigung. Veriga lebte von 1992 bis 1993 in Rumänien, wo er am orthodoxen theologischen Seminar Neagoe Vodă Basarab in Curtea de Argeș studierte, ebenso wie Balamaci zu seinen Lebzeiten. Er wurde am 6. Dezember 1992 vom rumänischen Erzbischof von Argeș und Muscel, Calinic Argatu, zum Priester geweiht, der ebenfalls auf der Konferenz von 1992 anwesend gewesen war.
Veriga kehrte im April 1993 nach Albanien zurück mit dem Ziel, die Kirche St. Sotir wiederzueröffnen. Am 24. September weihte er die Kapelle der zukünftigen neuen Kirche in einem Saal der ehemaligen Schule „Ballamaçi“ ein, die einst eine Schule für die Aromunen von Korça war. Der erste Spatenstich für die neue St. Sotir-Kirche fand am 8. Oktober 1995 statt. Die Kirche wurde 2005 fertiggestellt. Der Bau erfolgte mit Unterstützung des rumänischen Staats, und die Weihe der Kirche fand am 2. Juni 2024 statt.
Die neue Kirche befindet sich am Stadtrand von Korça am Eingang des Rinia-Parks. Sie steht auf dem Gelände des ehemaligen aromunischen Friedhofs der Stadt. Es handelt sich um eine trikonchale Kirche (mit drei Apsiden), mit kreuzförmigem Dach und Kuppel. Der Esonarthex (der innere von zwei Narthizes) und die Vorhalle befinden sich auf der Westseite. Die Kirche verfügt über eine aus Holz geschnitzte Ikonostase und Wandmalereien. In der Kirche befindet sich auch eine Büste von Balamaci, die von der Nicolae-Iorga-Stiftung aus Saranda errichtet wurde. Sie wurde am 10. Mai 2021, dem rumänischen Feiertag Tag der Balkan-Rumänität, enthüllt. Die Stiftung hat zudem den Wunsch geäußert, das Gebäude der ursprünglichen Kapelle zu restaurieren und dort ein Museum für die aromunische Kultur sowie einen Lernraum für Kinder zum Erlernen des Aromunischen einzurichten.
Dhimitraq (auch Dhimitër, Dumitru, Dumitrache, Tache oder Tachi) Veriga wurde am 14. Juni 1943 in Korça als Kind aromunischer Eltern geboren. Bevor er Priester wurde, war er Bildhauer und schuf mehrere Werke in Korça, darunter auch eine Skulptur von Balamaci. Neben seinen Diensten in der St. Sotir-Kirche nahm Veriga auch an zahlreichen religiösen Zeremonien in anderen Kirchen der Region Korça teil. Diese Gottesdienste hielt er auf Aromunisch und Albanisch ab und trug damit zur Bewahrung des Aromunischen im Land bei. Auch Rumänisch wird in den Gottesdiensten der St. Sotir-Kirche verwendet. Veriga reiste regelmäßig nach Rumänien, um Angelegenheiten der Kirche zu regeln, und pflegte gute Beziehungen zum Departement für Rumänen überall auf der Welt sowie zur Rumänisch-Orthodoxen Kirche. Am 1. Dezember 2011 wurde er vom rumänischen Präsidenten Traian Băsescu mit dem Orden für kulturelle Verdienste im Rang eines „Kommandanten“ ausgezeichnet, als einer der bedeutendsten Verteidiger und Förderer der aromunischen Kultur in Albanien. Veriga starb am 5. September 2016. Für seine Verdienste bezeichnete der albanisch-aromunische Aktivist Valentino Mustaka Veriga als „den würdigsten Nachfolger unseres Märtyrers Papa Lambru Balamaci“.
Im Jahr 2019 war Andrea Zhurka, ein ethnischer Albaner, Priester der St. Sotir-Kirche.
Die neue Kirche war auch Schauplatz mehrerer Aktivitäten und Veranstaltungen. Bogdan Stanoevici, damals Ministerdelegierter für die Beziehungen zu den Rumänen weltweit, nahm am 21. September 2014 an einem Gottesdienst in der Kirche teil während eines Besuchs in Korça, bei dem er sich auch mit Führern lokaler aromunischer Vereinigungen und Vertretern der örtlichen Behörden traf. Am 7. November 2021 wurde in der Kirche das Lehrbuch Abecedar aromân („Aromunisches Alphabet“) von Thoma Binjaku vorgestellt – ein Lehrbuch zum Erlernen der aromunischen Sprache. Die Veröffentlichung wurde vom Departement für Rumänen überall auf der Welt unterstützt; der rumänische Botschafter in Albanien war bei der Veranstaltung anwesend. Am 8. Mai 2022 hielten Zhurka und Priester Dorel Tomoiagă aus Baia Mare (Rumänien) einen Gottesdienst in Albanisch und Rumänisch anlässlich des orthodoxen Feiertags der Myrrhenträgerinnen und des am folgenden Tag gefeierten Europatags. Der Kirchenchor sang und betete auf Albanisch, Aromunisch und Rumänisch.
Die Kirche hält zusammen mit anderen Kirchen in Rumänien und der rumänischen Diaspora jährlich am 23. März Gedenkgottesdienste ab zur Erinnerung an Balamaci und die anderen Aromunen, die an diesem Tag 1914 in Korça ermordet worden waren, sowie an alle anderen rumänischen, aromunischen und meglenitisch-rumänischen „Märtyrer“, die sich für die Verteidigung ihrer Identität eingesetzt haben.
Die Kirche war mehrfach Ziel von Einbrüchen und Angriffen. Am 17. Dezember 2017 wurde sie kurz vor Weihnachten erheblich beschädigt, zudem wurde ein Einbruchsversuch unternommen. Am 10. April 2018 wurde das Kirchenäußere beschädigt und rund 20.000 albanische Lek gestohlen. Am 20. Juli 2022 wurde der Safe der Kirche aufgebrochen – möglicherweise von Personen, die sich während einer Hochzeit dort versteckt hatten und bis zum Verlassen des Priesters in der Kirche geblieben waren. Später im selben Jahr, am 15. November, wurde die Spendenbox der Kirche ausgeraubt. Die Täter dieser Verbrechen konnten trotz polizeilicher Ermittlungen nicht identifiziert werden. Die Metropolit von Korça der albanisch-orthodoxen Kirche forderte die Polizei auf, die Täter zu ermitteln und vor Gericht zu bringen.